# 소헬 라나
모하마드 소헬 라나(1977년생)는 방글라데시 수도 다카 인근 사브구에 위치한 붕괴된 라나 플라자의 소유주이다. 그는 방글라데시 아와미 연맹 당의 청년 조직인 주보 리그의 지도자이다.

## 라나 플라자 붕괴 사고
라나와 그의 아버지 압둘 칼레크는 2006년 라나 플라자를 건설했는데, 공동 소유주들을 협박하고 문서 위조를 통해 완전한 소유권을 확보했다고 전해진다. 그는 정치적 동맹들을 통해 건물을 5층으로 확장하는 허가를 받았다. 2013년 4월 23일, 폭발음과 같은 소리가 들려 사람들이 건물을 조사하기 위해 기술자를 불렀다. 기둥에 큰 균열이 있음을 확인한 기술자는 건물에서 도망쳤고 모든 사람에게 대피할 것을 촉구했다. 1층에서 현지 기자들을 응대하던 라나는 이 기자들에게 벽의 석고가 부서진 것이라고 말했다. 다음 날, 라나와 공장 소유주들은 노동자들에게 일터로 돌아가라고 촉구했다. 위층에 있던 발전기가 켜져 건물이 흔들리자 건물이 붕괴되었고, 1,134명이 사망하고 약 2,500명이 부상을 입었다.
라나의 건물은 공장을 수용하도록 지어지지 않았다. 상점과 다른 작은 상점들을 수용하도록 지어졌다. 라나 플라자는 공장에서 사용되는 중장비의 진동과 동력을 감당할 만큼 튼튼하지 않았다.

## 체포 및 재판
신속 대응대 대원들은 사바르 비극 발생 4일 후인 2013년 4월 28일 조쇼르구 베나폴에서 소헬 라나를 체포했다.
2014년 3월, 라나는 고등법원으로부터 6개월의 보석을 허가받았다. 이는 노동계 지도자들의 격렬한 반응을 불러일으켰다. 그러나 라나는 경찰이 제기한 다른 혐의가 계류 중이었기 때문에 석방되지 않았다.
2017년 8월 29일, 라나는 방글라데시 반부패위원회에 자신의 재산을 신고하지 않은 혐의로 법원에서 최대 3년형을 선고받았다. 살인 및 기타 혐의에 대한 재판은 방글라데시 대법원에 대한 항소로 인해 지연되었다. 살인 재판은 2022년 2월에 재개되었다. 라나, 그의 부모 압둘 칼레크와 모르지나 베굼, 그리고 다른 34명은 노동자들의 죽음을 야기한 혐의로 기소되었고, 다른 4명은 라나를 은닉한 혐의로 기소되었다.틀:Needs update inline

## 더 읽어보기
- “Sohel Rana: the true face of politics”. 《The Daily Star》. 2013년 5월 6일.